# William H. Brett
Pour les articles homonymes, voir Brett.
William Howard Brett, né à Cleveland dans l'Ohio le 31 décembre 1893 et mort à Palm Desert en Californie le 10 avril 1989, est un homme d'affaires américain, directeur de la Monnaie des États-Unis de 1954 à 1961.

## Carrière

### Jeunesse et études
William H. Brett est le fils d'Alice L. Allen et du bibliothécaire public de Cleveland, William Howard Brett. Sa première éducation est reçue dans les écoles publiques de l'Ohio.
Il poursuit ensuite des études supérieures au Dartmouth College, une institution universitaire privée de Hanover, dans le New Hampshire, et les complète par une dernière année à la Tuck School of Business Administration, dont il obtient un diplôme en 1916,.
Durant la Première Guerre mondiale, il sert dans l'armée américaine avec le grade de premier lieutenant, entre 1917 et 1918, au camp d'entraînement de Fort Myer, en Virginie.

### Homme d'affaires
Après la guerre, Brett est retourné dans l'Ohio, où il mène sa carrière professionnelle, en tant qu'ingénieur et homme d'affaires, lié à plusieurs entreprises. Il est l'un des associés de la société Perfection Spring ; en 1919, il rejoint la société  Scovell, Wellington & Co. en tant qu'ingénieur industriel, jusqu'à ce qu'en 1921 il soit nommé vice-président et directeur des produits émaillés, et en 1943 il occupe les mêmes postes chez  Alliance Ware,.

### Directeur de la Monnaie
En 1954, le président Dwight D. Eisenhower le nomme directeur de la Monnaie, poste qu'il occupe de juillet de la même année à janvier 1961,,. Sous sa direction, l'institution est réorganisée pour réduire les coûts et améliorer l'efficacité opérationnelle : les équipements et les installations sont modernisés, l'activité s'est développée à la Monnaie de Philadelphie et elle cesse dans d'autres centres, tels que la Monnaie de San Francisco et le Bureau d'analyse de Seattle.
Après sa retraite en tant que directeur de la Monnaie, il travaille comme conseiller financier et réside à Washington.

## Vie privée
William H. Brett épouse en 1917 Catherine Ruth Connelly, décédée en 1975, avec qui il a un fils et une fille. Dans un second mariage, il épouse Mary Lynn Marburg,.
Brett décède d'un cancer du pancréas à son domicile de Palm Desert, en Californie, le 10 avril 1989, à l'âge de 95 ans.